# Philomena – Határtalan szeretet
A Philomena – Határtalan szeretet (eredeti címe: Philomena) 2013-as brit filmdráma Stephen Frears rendezésében, amely Martin Sixsmith újságíró 2009-es, The Lost Child of Philomena Lee című könyve alapján készült. A főszerepben Judi Dench és Steve Coogan látható. 
A film megtörtént események alapján készült.
A filmet a kritikusok elismeréssel fogadták, és több nemzetközi filmdíjat is kapott. Coogan és Jeff Pope a 70. Velencei Nemzetközi Filmfesztiválon a legjobb forgatókönyv díját is elnyerte, míg a film a 2013-as Torontói Nemzetközi Filmfesztiválon a People's Choice Award Runner-Up díját nyerte el. A filmet négy Oscar-díjra jelölték a 86. Oscar-gálán: A legjobb film, a legjobb adaptált forgatókönyv, a legjobb színésznő (Dench) és a legjobb eredeti filmzene kategóriákban.  A filmet négy BAFTA-díjra és három Golden Globe-díjra is jelölték.

## Szereplők
| Karakter                  | Színész              | Magyar hang (2013) |
| ------------------------- | -------------------- | ------------------ |
| Philomena                 | Judi Dench           | Tímár Éva          |
| Martin Sixsmith           | Steve Coogan         | Kautzky Armand     |
| Philomena fiatalon        | Sophie Kennedy Clark | Csuha Borbála      |
| Mary                      | Mare Winningham      | Farkasinszky Edit  |
| Hildegarde nővér          | Barbara Jefford      | Kassai Ilona       |
| Barbara rendfőnökasszony  | Ruth McCabe          | Réti Szilvia       |
| Pete Olsson               | Peter Hermann        | Láng Balázs        |
| Michael                   | Sean Mahon           |                    |
| Jane                      | Anna Maxwell Martin  | Orosz Anna         |
| Sally Mitchell            | Michelle Fairley     | Kovács Nóra        |
| Fiatal apáca              | Wunmi Mosaku         |                    |
| Anunciata nővér           | Amy McAllister       | Czető Zsanett      |
| Kathleen                  | Charlie Murphy       | Molnár Ilona       |
| Claire nővér              | Cathy Belton         | Menszátor Magdolna |
| Hildegarde nővér fiatalon | Kate Fleetwood       | Gruber Zita        |
| Peg                       | Charissa Shearer     |                    |
| Kate Sixsmith             | Simone Lahbib        | Németh Borbála     |
| Marcia Weller             | Sara Stewart         | Sági Tímea         |
| John                      | D.J. McGrath         | Szabó Máté         |
| David                     | Charles Edwards      | Király Adrián      |
| Dr. Robert                | Nicholas Jones       | Bartók László      |
| Alex                      | Elliot Levey         | Vári Attila        |
| Önmaga (archív felvétel)  | Ronald Reagan        | Fehér Péter        |

## Filmzene
A film zenéjét Alexandre Desplat szerezte.

## Bevétel
A Philomena – Határtalan szeretet 37,7 millió dolláros bevételt hozott az Egyesült Államokban és Kanadában, és 62,4 millió dolláros bevételt szerzett más országokban. Világszerte 100,1 millió dolláros összbevételt hozott. A film második hétvégéjén 835 moziban 4,5 millió dolláros bevételt termelt, ezzel a kilencedik helyen végzett.